# Amy Yasbeck
Amy Marie Yasbeck (Blue Ash, Ohio; 12 de septiembre de 1962) es una ex actriz de cine y televisión estadounidense. Se dio a conocer por su papel como Casey Chappel Davenport en la comedia Wings de 1994 a 1997, y también por haber participado en la película de televisión Splash, Too en 1988 (asumiendo el papel que Daryl Hannah tuvo en la película Splash). Ha sido invitada en varios programas de televisión y coprotagonizó películas como House II: The Second Story, Pretty Woman, Problem Child, Problem Child 2, La máscara, Robin Hood: Men in Tights y Dracula: Dead and Loving It.

## Primeros años
Yasbeck nació en el suburbio de Blue Ash en Cincinnati, Ohio. Es hija de Dorothy Louise Mary, una ama de casa, y de John Anthony Yasbeck, un carnicero y dueño de una tienda de comestibles. Su padre era de ascendencia libanesa, mientras que su madre era de ascendencia irlandesa.  De niña, Yasbeck apareció en el envase de Betty Crocker.
Pasó sus años de primaria y secundaria en dos escuelas católicas diferentes: Summit Country Day School y Ursuline Academy. Después de perder a sus dos padres, su padre por un ataque al corazón y su madre por enfisema, Yasbeck se mudó a la ciudad de Nueva York.

## Carrera
Al principio de su carrera como actriz, apareció en Rockhopper, un piloto de televisión de la CBS en 1985. Yasbeck ha tenido papeles invitados en muchos programas de televisión, incluyendo Dallas, Spies, Werewolf, J. J. Starbuck, Magnum P.I., China Beach y Murphy Brown. Interpretó a Olivia Reed durante cuatro meses entre 1986 y 1987 en la soap opera Days of Our Lives. También interpretó el papel protagonista de la sirena Madison en la película de Disney Splash, Too en 1988 (el papel de Madison fue originalmente interpretado por Daryl Hannah en la película Splash de 1984). Interpretar a una sirena en Splash, Too fue una realización de un sueño de la infancia para Yasbeck, ya que le encantaban las sirenas cuando tenía cinco años de edad después de ver una película de Disney en la que había sirenas. Yasbeck también ha protagonizado papeles en las sitcoms Wings, Alright Already y Life on a Stick y en películas como House II: The Second Story, Pretty Woman, Problem Child, Problem Child 2 y La máscara. Ha trabajado dos veces con Mel Brooks, en 1993 Robin Hood: Men in Tights y Dracula: Dead and Loving It.

## Vida personal
Yasbeck es la viuda del actor John Ritter, con quien había trabajado en varios proyectos. Ella lo conoció por primera vez en la casa del director Dennis Dugan durante una presentación de su película de 1990 Problem Child. Según Yasbeck, Ritter la obligó a comer un bagel y queso crema porque pensó que era demasiado delgada. También pensó que ella era demasiado joven para interpretar a su esposa en la película (Ritter era 14 años mayor que Yasbeck).
Yasbeck y Ritter también protagonizaron juntos en Problem Child 2 (1991) y protagonizaron un episodio de The Cosby Show que se emitió en 1991. Ritter también protagonizó Wings como el esposo de Yasbeck en el episodio «Love Overboard». La pareja tuvo una hija, Stella Dorothy, en septiembre de 1998, y se casó un año después, el 18 de septiembre de 1999, en el Murphy Theatre de Wilmington, Ohio.
El 11 de septiembre de 2003, el cumpleaños de su hija Stella, Ritter cayó en coma cuando ensayaba para 8 Simple Rules for Dating My Teenage Daughter. Inicialmente, se pensó que Ritter estaba sufriendo un ataque al corazón. A las 10:48 de esa noche, Ritter murió. La causa de la muerte fue en realidad una disección aórtica derivada de un defecto cardíaco congénito no diagnosticado previamente.

### Demanda por homicidio negligente
Después de que su esposo murió, Yasbeck presentó una demanda por Homicidio negligente de US$67 millones contra Providence Saint Joseph Medical Center y varios médicos que lo trataron, alegando que ellos diagnosticaron mal su condición y eso contribuyó a su muerte. Varios de los acusados llegaron a un acuerdo extrajudicial por un total de US$14 millones, incluyendo el Providence St. Joseph, que acordó US$9.4 millones. El 14 de marzo de 2008, un jurado falló 9 a 3 a favor de los médicos, librando a los médicos de cualquier mala conducta.

## Filmografía
| Televisión | Televisión                  | Televisión           | Televisión |
| Año        | Película                    | Papel                |            |
| ---------- | --------------------------- | -------------------- | ---------- |
| 1987       | House II: The Second Story  | Jana                 |            |
| 1990       | Pretty Woman                | Elizabeth Stuckey    |            |
| 1990       | Problem Child               | Florence "Flo" Healy |            |
| 1991       | Problem Child 2             | Annie Young          |            |
| 1992       | The Nutt House              | Diane Nutt           |            |
| 1993       | Robin Hood: Men in Tights   | Maid Marian          |            |
| 1994       | La Máscara                  | Peggy Brandt         |            |
| 1995       | Home for the Holidays       | Ginny Johnson Drewer |            |
| 1995       | Dracula: Dead and Loving It | Mina Seward          |            |
| 1998       | Denial                      | Claudia              |            |
| 1998       | The Odd Couple II           | Stewardess           |            |